# Eastern Island
Eastern Island är en ö i Kanada.   Den ligger i provinsen Newfoundland och Labrador, i den östra delen av landet, 1 600 km öster om huvudstaden Ottawa. Arean är 18,5 kvadratkilometer. Eastern Island och Western Island bildar tillsammans ögruppen Horse Islands.
Terrängen på Eastern Island är platt. Öns högsta punkt är 140 meter över havet. Den sträcker sig 4,4 kilometer i nord-sydlig riktning, och 7,5 kilometer i öst-västlig riktning.